# Kayseri
Kayseri, în antichitate Cezareea, este un oraș în partea centrală a Turciei. Este reședința provinciei Kayseri.

## Personalități
- Vasile cel Mare (sec. al IV-lea), arhiepiscop al Cezareei Capadociei
- Sava cel Sfințit (sec. al VI-lea), călugăr